# Штадіон
Штадіон (нім. Stadion) — старовинний німецький дворянський рід. Відомості про рід Штадіон сходять до XIV століття.

## Історія
Почав своє існування з Граубюндена, де до кінця ХІХ століття зберігалися руїни їх родового замку; згодом Штадіони переселилися в Швабію на Дунаї. 

## Відомі представники
Христофор фон Штадіон (1478-1543), єпископ аугсбурзький, був другом Максиміліана I та Фердинанда I. Штадіон, Іоганн Каспар фон (1567-1641) — великий магістр Тевтонського ордена.
Граф Іоганн-Філіп-Карл-Йозеф фон Штадіон (1763-1824) — австрійський державний діяч і дипломат, міністр закордонних справ, пізніше міністр фінансів Австрійської імперії, засновник Австрійського національного банку.
Його брат, граф Фрідріх Лотар фон Штадіон (1761-1811), був спочатку духовною особою, але потім перейшов на державну службу; в 1805-1807 роках йому було доручено схилити Баварію на бік Австрії; під час війни 1809 року був генерал-інтендантом ерцгерцога Карла. Йому належать «Berichte über die Beziehungen zwischen Öesterreich und Bayern 1807-1809» (Відень, 1891).
Син Іоганна Філіппа — Франц (1806-1853) — чиновник і політик Австрійської імперії.